# Kiekie sinuatipes
Espèce
Synonymes
- Ctenus sinuatipes F. O. Pickard-Cambridge, 1897

Kiekie sinuatipes est une espèce d'araignées aranéomorphes de la famille des Ctenidae.

## Distribution
Cette espèce est endémique du Costa Rica,.

## Description
Le mâle décrit par Polotow et Brescovit en 2018 mesure 20,20 mm et la femelle 20,20 mm, les mâles mesurent de 15,90 à 22,90 mm et les femelles de 20,20 à 27,30 mm

## Publication originale
- F. O. Pickard-Cambridge, 1897 : On cteniform spiders from the lower Amazons and other regions of North and South America, with a list of all known species of these groups hitherto recorded from the New World. Annals and Magazine of Natural History, sér. 6, vol. 19, p. 52-106 (texte intégral).